# Anh Việt
Anh Việt (1927 – 2008) là một nhạc sĩ tiền chiến có sáng tác từ trước năm 1945. Ông cùng với Nguyễn Văn Đông được xem là hai nhạc sĩ có cấp bậc cao nhất trong quân đội Việt Nam Cộng hòa.

## Cuộc đời
Ông tên thật là Trần Văn Trọng, sinh năm 1927 tại Rạch Giá, Kiên Giang, xuất thân trong một gia đình công chức, song thân sành cổ nhạc và làm thơ.
Ông bắt đầu viết nhạc khá sớm, từ những năm đầu của thập niên 1940. Lúc bấy giờ truyền hình chưa có và hệ thống phát thanh còn thô sơ, giới hạn nơi từng vùng một, tuy nhiên nhạc của Anh Việt cũng đã được phổ biến sâu rộng qua các đĩa 33 vòng (tours), máy hát quay tay, chạy vài lần lại phải thay kim.
Năm 1945, ông từng tham gia Kháng chiến chống Pháp. Năm 1950, ông bỏ chiến khu về thành và năm 1951, ông tham gia Quân đội Quốc gia Việt Nam, theo học ngành quân cụ, tham gia binh nghiệp cho đến năm 1975, thăng dần lên cấp bậc Đại tá Quân lực Việt Nam Cộng hòa.
Sau 30 tháng 4 năm 1975, ông sang tị nạn tại California, được nhà thờ Saratoga Federated bảo lãnh, mời dạy ở trường Naval Post Graduate tại Monterey. Sau này ông mở Chợ Mekong cung cấp cho đồng hương những thực phẩm mang hương vị quê nhà. Đây là cửa hàng tạp hóa và hàng ăn đầu tiên của người Việt Nam tại địa phương.
Ông qua đời ngày 14 tháng 3 năm 2008, thọ 81 tuổi.

## Sự nghiệp chính trị
Quân sự
Anh Việt đã theo học và tốt nghiệp tại nhiều trường dân sự, quân sự trong và ngoài nước:
- Cao đẳng Công chánh Sai Gòn (1951)
- Cử nhân Chính trị Kinh doanh, Viện Đại học Đà Lạt (1968)
- Cao học Chính trị Kinh doanh, Viện Đại học Đà Lạt (1970)
- Trường Sĩ quan trừ bị Thủ Đức - Nam Định khóa 1 (1951)
- Trường Quân cụ tại Fontainebleau và Beaurges Pháp (1952-1953)
- Nhảy Dù (1969)
- Khóa Chỉ huy tham mưu cao cấp (1970)
- Khóa Thiết kế ngân sách trường Cao đẳng Quốc phòng (1971)
- Khóa Quản trị Quốc phòng trung tâm Quản trị Hải quân Hoa Kỳ

Ngoài ra, còn được chính phủ Việt Nam Cộng hòa nhiều lần cử sang nghiên cứu tại Hàn Quốc, Hoa Kỳ, Nhật Bản, Thái Lan và Singapore.
Chức vụ
- Trưởng ty Thanh tra Kỹ thuật (1953)
- Phụ tá Giám đốc Nha Quân cụ (1956)
- Chánh sở Thanh tra Kỹ thuật (1956)
- Đại diện Quân cụ Quân khu 1 (1957)
- Tiểu đoàn trưởng Tiểu đoàn 2(1957)
- Tiểu đoàn trưởng Tiểu đoàn 601 (1960)
- Chỉ huy Căn cứ 80 (1961)
- Cục trưởng Cục Quân cụ (1964)
- Phụ tá Tổng cục Chiến tranh Chính trị (1970)
- Phụ tá đặc trách tại Bộ Quốc phòng (1971)
- Trưởng phòng nghiên cứu Bộ Quốc phòng (1973)

Huy chương
- Bảo Quốc Huân Chương đệ Ngũ đẳng
- Anh Dũng Bội Tinh tuyên dương 1 lần trước Trung đoàn, 2 lần trước Sư đoàn, 1 lần trước Quân đoàn
- Lục Quân Huân Chương
- Chiến Dịch Bội Tinh
- Kỹ thuật Bội Tinh hạng 1
- Hải Vụ Bội Tinh hạng 1
- Không Vụ Bội Tinh hạng 1

Văn nghệ
- Chủ tịch Hội Văn Nghệ sĩ Quân đội (1967)[3]
- Tổng thư ký Hội Ái Hữu Sĩ quan trừ bị Khóa 1 Thủ Đức - Nam Định
- Chủ tịch sáng lập Hội Chuyên viên Kế hoạch và Phát triển (1971)
- Chủ tịch Tổng hội Bóng Rổ Quân đội (1964)
- Chủ tịch Tổng cục Lam Cầu Việt Nam (1972)
- Trưởng ban nhạc Cung Thương, Hương Thời Gian, Hương Xưa, Quê Hương, Tổ Quốc trên Đài Phát Thanh Quân đội, Đài Phát Thanh Quốc gia và Đài Vô tuyến Truyền hình Việt Nam (1965)
- Cố vấn Hội Bảo vệ Văn hóa Dân tộc
- Chủ nhiệm kiêm bút tạp chí "Khởi Hành" (1969), diễn đàn của Hội Văn Nghệ sĩ Quân đội tập trung nhiều văn nghệ sĩ quân đội tên tuổi thuộc các bộ môn văn học nghệ thuật.[4][5] Nay tại hải ngoại tạp chí "Khởi Hành" được nhà thơ Viên Linh tiếp tục với sự chấp thuận của Anh Việt.
- Chủ nhiệm kiêm Chủ bút tạp chí Ái Hữu Cựu Sinh viên Sĩ Quan Trừ Bị khóa 1 Thủ Đức - Nam Định (1966)
- Chủ bút hai tạp chí quân đội: Thông tin Quân cụ (1965), Ái hữu Thủ Đức (1966)

## Sự nghiệp âm nhạc
| “          | Cõi nhạc của Anh Việt là cõi nhạc của những nỗi niềm mong manh, của những giao ước chung thân, của những thiên đường thề nguyện. | ” |
| — Du Tử Lê | |   |

Sự nghiệp âm nhạc của Anh Việt có thể chia làm 3 giai đoạn chính:
Giai đoạn tham gia kháng chiến chống Pháp 1945-1950
- Bến Kiên Giang (1945)
- Chiều trong rừng thẫm (1945)
- Em chờ (1945)
- Một chuyến đi (1945)
- Nhớ anh (1945)
- Bến cũ (1946)[a][6]
- Tự do (1946)
- Lỡ chuyến đò (1947)
- Tiếng sống Bạch Đằng (1948)
- Lúa vàng (1948)
- Hờn vong quốc (1948)
- Ai xuôi biên thùy (1949)
- Những ngày tàn mơ (1950)

Bài Tự do được chọn làm nhạc hiệu Đài phát thanh Kháng chiến Nam Bộ, đồng thời cũng là bài hát chính của Liên đoàn Thanh niên Liên Việt. Sau 1954, bài Chiều trong rừng thẫm được Đài phát thanh Pháp Á chọn làm nhạc hiệu nhưng đổi tên thành Nhạc thanh bình với lời ca mới.
Giai đoạn phục vụ cho Quốc gia Việt Nam và Việt Nam Cộng hòa 1951-1975
- Thơ ngây (1951)
- Chiến ca (1951)
- Cô em xóm lúa (1953)
- Em chờ (1953)
- Cô Tây Trinh đồng (1953)
- Gặp gỡ (1954)
- Hững hờ (1954)
- Say trăng (1954)
- Quân cụ hành khúc (1956)
- Tình quê nối lại nhịp cầu (1956)
- Mây thu (1957)
- Mưa đêm (1957)
- Ý nhạc ngày xuân (1957)
- Màu áo thiên thanh (1958)
- Rồi ngàn sau (1965)
- Hương thời gian (1966)
- Dạ khúc (1967)
- Sao không nói (1967)
- Ra khơi (1968)
- Nhảy dù hành khúc (1968)
- Tâm tư xóm nhó (1969)
- Đà Lạt mưa bay (1970)
- Dạ khúc số 2 (1971)
- Tiếng ru vào đời (1973)

Giai đoạn lưu vong sau 1975
- Ngày tôi xa Sài Gòn (1975)
- Đừng khóc nữa em ơi (1975)
- Xuân viễn xứ (1975)
- Giọt sương đêm (1978)
- Tôi sẽ về quê hương (1985)
- Hè về đâu đây (1985)
- Từ chiều đó (1986)
- Ngày xưa yêu nhau (1986)
- Giọt buồn (1987)
- Một thời dễ thương (1990)

Ngoài ra từ năm 1993 cho đến 1996, nhạc sĩ Anh Việt đã thực hiện được một cuốn sách Nhạc thiền mang tên "Những giọt không" và hai cuốn CD Nhạc thiền với nhan đề: "Hoa mặt trời" và "Trường ca Avril". Phần lớn đều phổ nhạc từ thơ của Thiền Sư Nhất Hạnh.

## Đời tư
Vợ ông là Nhà thơ Tố Oanh, cháu 5 đời của cụ Nguyễn Văn Tường cháu 5 đời của cụ Phan Thanh Giản